# Lauro Müller
Lauro Müller – miasto i gmina w Brazylii, w stanie Santa Catarina. Znajduje się w mezoregionie Sul Catarinense i mikroregionie Criciúma.